# Fleuve Cesstos
Le fleuve Cesstos (fleuve cess), également connu sous le nom de rivière Nuon ou Nipoué est un fleuve libérien qui prend sa source dans la chaîne de Nimba en Guinée et coule vers le sud le long de la frontière ivoirienne, puis vers le sud-ouest à travers les pistes de la forêt tropicale libérienne pour se jeter dans une baie sur l' océan Atlantique où se trouve la ville Cesstos city. 
L'hippopotame pygmée ( Choeropsis liberiensis ) est connu pour habiter les terres le long des tronçons de la rivière. Il forme le tiers nord de la frontière internationale entre le Liberia et la Côte d'Ivoire.

## Agriculture
Pendant la première guerre civile libérienne, la partie de la rivière près de la ville de Cestos était une région d'extraction alimentaire et minérale de premier plan pour le Front patriotique national du Libéria.